# Krawehl (Band)
Krawehl ist eine deutsche Punk-Band mit Mitgliedern aus Bielefeld und Herford.

## Geschichte
Die Band wurde 2009 gegründet und benannte sich dabei nicht nach Ernst Krawehl oder dem Sketch von Loriot, sondern nach dem Demo-Tape Krawehl! Krawehl! von But Alive. Aufgrund von diversen Besetzungswechseln dauerte es bis 2017, bis mit Krawehl das erste vollständige Album erschien. Veröffentlicht wurde es in verschiedenen Formaten von den Musiklabels Lala Schallplatten, Crystalmeth & Heartattack und Last Exit Music.
Zum Debüt schrieb Ole Lange von der Website Album-der-Woche.de, dass „Rhythmen, Gitarrenriffs und Takte“ und auch die kurzen Intros „irgendwie nicht überwältigend“ seien. Live präsentiert wurde das Debütalbum im Mai 2017 u. a. im AJZ in Bielefeld, im Subrosa in Dortmund und im Kulturpalast Linden in Hannover.

## Stil
Für Vivien Stellmach von Visions weckt der Stil der Band Erinnerungen an „frühe Jupiter Jones“ und an Muff Potter. Im Interview mit dem Handwritten Mag bezeichnete die Band den Stil selbst als „Nöl-Punk“.

## Diskografie
- 2010: Aus der Geschichte kommt keiner raus (Mini-Album; Farblos Records, Aldi-Punk)
- 2010: Krawehl / Willy Fog (Split-EP mit Willy Fog; Elfenart Records, Lala Schallplatten, Erdkern Records)
- 2017: Krawehl (Album; Lala Schallplatten, Crystalmeth & Heartattack, Last Exit Music)
- 2018: Eggehaus (EP; Eigenveröffentlichung)